# Soane Patita Maituku
Soane Patita Maituku (1947?) és un monarca de Wallis i Futuna, que fou rei d'Alo de 2002 a 2008. Va succeir Sagato Alofi el 21 de novembre de 2002, però fou destituït per decisió unànime dels quatre principals clans del regne el 19 de febrer de 2008. Fou succeït per Petelo Vikena el 6 de novembre de 2008.